# Tiago Silva
Tiago Silva dos Santos (Taquari, 4 de abril de 1979) é um ex-futebolista brasileiro que atuava como lateral-esquerdo ou volante.

## Carreira
Ficou conhecido por ter jogado pelo Palmeiras nos anos de 1998 a 2000, época em que fez parte do grupo campeão da Copa do Brasil e Copa Mercosul em 1998 e da Libertadores 1999.
Por ter pouco espaço em um grupo recheado de craques, no final de 2000 foi negociado com a Portuguesa, onde ficou por um ano. Em 2001 foi emprestado ao Fluminense no primeiro semestre, depois seguiu para a Europa e assinou com o Litex Lovech, da Bulgária.
Após três anos no Litex, foi jogar em 2005 pelo CSKA Sófia, também da Bulgária. Além de ter defendido a Seleção Búlgara em uma partida no ano de 2006, em julho de 2007 foi contratado pelo Genk. Pelo clube belga, Tiago Silva atuou em três temporadas.
Retornou ao Brasil em 2010, sendo anunciado como novo reforço do Juventude, clube que o lançou no futebol. O jogador aposentou-se em 2011, com apenas 32 anos.

## Títulos
Palmeiras
- Copa do Brasil: 1998
- Copa Mercosul: 1998
- Copa Libertadores da América: 1999

CSKA Sófia
- Copa da Bulgária:: 2003–04

Genk
- Copa da Bélgica: 2008–09